# Joan Espinagosa
Joan Espinagosa i Farrando (Biosca, 7 de mayo de 1858-Barcelona, 15 de diciembre de 1931) fue un vidriero modernista español.
En el transcurso de un viaje por Europa se convirtió en el importador por primera vez del Reino Unido del vidrio impreso, de Francia la marmolita y de Alemania una máquina de despulir vidrio y hacer muselinas. Fundó un taller de renombre en Barcelona que contó con la colaboración como diseñadores de Ramon Calsina Baró y Luis Gargallo, hermano del escultor Pablo Gargallo. Entre sus obras destaca la claraboya de la escalera de la casa Amatller, obra de Josep Puig i Cadafalch, así como los vitrales de la farmacia Pedrell de Barcelona.
En 1909 obtuvo una medalla de oro en la Exposición de Santiago de Compostela.